# Čehoslovački puč 1948.
Čehoslovački puč 1948. (češ. Únor 1948, sl.: Február 1948) – u komunističkoj historigrafiji znan i kao  „Pobjedosni februar” (češ. Vítězný únor, sl.: Víťazný február) – bio je državni udar kojim je Komunistička partija Čehoslovačke, uz sovjetsku podršku, preuzela potpuni nadzor nad vladom Treće Čehoslovačke Republike, koja je time preimenovana u Čehoslovačku Socijalističku Republiku. Demokracija je ukinuta te je državom sljedeća četiri desetljeća vladala komunistička diktatura. 
Učinci puča nadišli su granice države, pokazavši se kao jednim od vjesnika nadolazećega Hladnoga rata. Zapadni svijet bio je toliko iznenađen događajem, koji je podsjećao na Münchenski sporazum, da je pomogao ubrzati usvajanje Marshalova plana, stvaranje Zapadne Njemačke, strože mjere sprječavanja dolaska komunista na vlast u Francuskoj i  Italiji te poduzimanja koraka ka međusobnoj sigurnosti koji će, godinu dana kasnije, dovesti do stvaranja NATO saveza i konačne uspostave željezne zavjese, sve do pada komunizma 1989.

## Vanjske poveznice
- Godišnjica komunističkog preuzimanja vlasti u veljači 1948 Radio Prag (2002.)